# Okręg Forbach
Okręg Forbach (fr. Arrondissement de Forbach) – okręg w północno-wschodniej Francji. Populacja wynosi 191 tysięcy.

## Podział administracyjny
W skład okręgu wchodzą następujące kantony:
- Behren-lès-Forbach,
- Forbach,
- Freyming-Merlebach,
- Grostenquin,
- Saint-Avold-1,
- Saint-Avold-2,
- Stiring-Wendel.